# Eukoenenia angolensis
Espèce
Synonymes
- Koenenia angolensis Rémy, 1956

Eukoenenia angolensis est une espèce de palpigrades de la famille des Eukoeneniidae.

## Distribution
Cette espèce est endémique d'Angola. Elle se rencontre vers le lac Calundo.

## Étymologie
Son nom d'espèce, composé de angol[a] et du suffixe latin -ensis, « qui vit dans, qui habite », lui a été donné en référence au lieu de sa découverte, l'Angola.

## Publication originale
- Rémy, 1956 : Contribution a l'étude de la microfaune endogée de l'Afrique tropical: Palpigrades et Pauropodes. Revue de Zoologie et de Botanique Africaines, vol. 53, p. 327-335.